# Karl Greenitz
Karl Greenitz (Rottenmann, ... – Graz, 1928) è stato un alpinista, insegnante e funzionario austriaco, fu uno dei più dotati alpinisti austriaci della sua epoca per tecnica, numero e qualità delle vette scalate e un esperto sciatore.

## Biografia
Consigliere scolastico a Graz, effettuò diverse prime salite sul monte Grimming nella Stiria con l'alpinista Karl Ludwig Domenigg e nelle Dolomiti e Alpi Giulie. Greenitz era membro della sezione di Graz del Club alpino tedesco e Österreichischer Alpenklub.
Karl Greenitz desiderò essere un "alpinista della vita" e lo fu fino alla sua fine, al servizio di questa idea! All'inizio del secolo si unì alla cerchia dei migliori uomini senza leader dell'epoca, come Victor Wolf von Glanvell, Weitzenböck, Stopper, König, Petritsch e altri, che si erano riuniti nella "Gilda delle scarpette da arrampicata ruvide" ("Gilda dei Rough Climbing Shoe"). Fu ammesso all'ÖAK,il Österreichischer Alpenklub, il 7 ottobre 1901 e il periodo della sua maggiore attività risale all'epoca dello sviluppo dell'alpinismo nelle Alpi orientali. Effettuò le sue prime salite sul Grimming, erroneamente chiamato "Mons Styriae altissimus" a causa della sua rapida ascesa. Anche un nuovo percorso effettuato attraverso le rocce del Trisselwand, testimoniò le sue abilità alpinistiche. Il suo passaggio roccioso sul lato sud del Großer Festlbeilstein, con uscita attraverso la parete della torre sul lato nord di questa montagna, gli creò fama nella sua zona preferita, l'Hochschwab. 
Il Rauchkoppe nelle Alpi dell'Eisenerz fu considerato una montagna impegnativa e già a partire all'inizio del 1900, fu chiamata la "cima ruvida"; sfidò noti alpinisti stiriani: nel 1897 Victor Wolf von Glanvell (con Günter von Saar e E. von Graff) tentò di scalare la parete est, ma dovettero "con difficoltà straordinarie" rinunciare 30 metri sotto la vetta. Un anno dopo Karl Prodinger e sua sorella Mitzi non riuscirono ad effettuare una nuova salita da ovest, la prima volta a causa di una "placca insormontabile", la seconda volta a causa di una "parete straordinariamente fragile e ripida". Fu solo nel 1903 che Hans Reinl e Karl Greenitz riuscirono per la prima volta a scalare la vetta centrale e a superare per la prima volta le tre cime, una via che oggi è conosciuta come Rauchkoppe Nordgrat. 
Precursore dello sci alpinismo, Karl Greenitz salì con Franz Kleinhaus con gli sci, dal 25 al 30 dicembre 1904, le seguenti cime: Furgler 3 007 m, Rotpleiskopf 2 938 m, Medrig 2 486 m, Gansberg-spitze 2 846 m, Kübelgrubenkopf 2 873, Planskopf 2 804, Brunnenkopf 2 685 m, Sattelkopf 2 598 m, Zwolferkopf 2 596 m, Grieskopf 2 737 m e il Faudnerspitze 2 793 m.
Greenitz prese parte alla scalata della parete nord dell'Hochtor attraverso il Pfannl-Maischberger-Weg e quella della parete sud della Marmolada, considerata fino al 1910 la scalata su roccia più difficile esistente. Il 1907 fu l'anno della prima salita con Thomas Arbeiter e Richard Weizenbäck lungo la cresta Rinka-Skuta (Greben Rinka-Skuta) III, questa cresta segna l'inizio dell'arrampicata su roccia nelle Alpi di Kamnik. Una cresta stretta ed esposta, con arrampicata strettamente limitata alla cresta. La caratteristica più interessante è una torre monolitica chiamata Konj (il Cavallo), che presenta la parte più dura del percorso (considerata di IV grado da alcuni).
Greenitz fu attivo nella scrittura di soggetti alpini, tra l'altro, con tre trattati nella rivista del Club Alpino Austriaco n. 665, 769 e 914. Per diversi anni fu presidente dell'associazione Turner-Bergsteiger Graz, nata dall'allora "Gilda dei Rough Climbing Shoe". Per anni fu presidente della sezione di Graz del Club alpino tedesco austriaco (DuÖAV). Durante questo periodo partecipò attivamente alla ricostruzione del servizio di soccorso alpino in Stiria, organizzazione che fu abbandonata dopo la prima guerra mondiale. Durante il suo mandato quasi ventennale come consiglio di sezione, oltre al consueto lavoro organizzativo, il suo obiettivo principale fu la creazione e l'ampliamento della biblioteca della stessa sezione. Creò una biblioteca completa che non aveva bisogno di temere il confronto con sezioni molto più grandi. 
Insegnante di professione "in un'epoca in cui genitori ed educatori erano ancora più preoccupati di proteggere dal raffreddore i bambini loro affidati, egli indicò chiaramente ai suoi studenti la via per il legame con la natura e il miglioramento del loro corpo e del loro carattere. Il suo operato venne riconosciuto, anche se solo successivamente, attraverso la promozione alla carica di direttore scolastico e la nomina a membro del consiglio scolastico".

## Carriera alpinistica
- Grimming-cresta sud, con Hans Reinl il 26 maggio 1904;
- 25-30 dicembre 1904 con Franz Kleinhaus salirono nel Gruppo del Samnaun, sottogruppo delle Alpi Retiche, che si espande tra il Tirolo Settentrionale in Austria e il Cantone dei Grigioni in Svizzera con gli sci le seguenti cime: Furgler (3 007 m), Rotpleiskopft (2 938 m), Medrig (2 486 m), Gansdbergspitze (2 846 m), Kubelgrubenkopft (2 873 m), Planskpft (2 804 m), Brunnenkopft (2 685 m), Sattelkopft (2 598 m), Zwölferkopf (2 596 m), Corno Gries (2 757 m) e il Fadnerspitze (2 793 m);
- Grimming-Südostgrat con Karl Ludwig Domenigg il 22 giugno 1905;
- 1904, 21 agosto con S. Bischoff e Hans Reinl salgono la Cima Ceda Orientale (2 757 m) - Alta - nel Massiccio della Tosa per la parete Nord-est. La via si svolge nella parte più a sinistra della larga parete rivolta al Rifugio Pedrotti. Altezza 200 m. Difficoltà: IIº grado; 1 passo IIIº. - Gruppo di Brenta - Dolomiti di Brenta;
- 1904, 21 agosto con S. Bischoff, e Hans Reinl scendono in discesa per la cresta Nord-Ovest dalla Cima Ceda Orientale (2 757 m) - Alta - nel Massiccio della Tosa meno facile della via normale, ma l'itinerario riesce assai più divertente e diventerà in seguito la via d'accesso più frequentata alla Cima Ceda Orientale. Difficoltà: Iº e IIº. - Gruppo di Brenta - Dolomiti di Brenta;
- 13 maggio 1906, con Hans Reinl e Franz Kleinhans scalò la prima volta la parete SW del monte Trisselwand, un muro di pietra alto 500 m. che si erge sopra il lago Altausseer See;
- 24 giugno 1906 con Roderich Kaltenbrunner, Günther von Saar, Felix König scalò la parete del monte Wandhöhe, tempo di salita in 8 ore.
- 1907 con Arbeiter e Weitzenböck, tutti di Graz, salirono la cresta da Rinke a Skuta, la parete nord della Cresta Lunga dello Skuta nelle Alpi di Kamnik e della Savinja;
- 12 settembre 1907 con Richard Weitzenböck scalò il Sassolungo (2 479 m) e il monte Merziagora (2 208 m);
- 1908 con Kaltenbrunner salì sulla cresta est del monte Prisojnik;